# Bahnstrecke Nashua–Greenfield
| Gesellschaft: | PAR, MBRX            |                                                |                                                |
| Streckenlänge: | 41,90 km             |                                                |                                                |
| Spurweite: | 1435 mm (Normalspur) |                                                |                                                |
| |                      |                                                |                                                |
| Gleise: | 1                    |                                                |                                                |
| \| \| \| \| \| \| \| \| von Lowell \| \| \| \| 0,00 \| Nashua NH City Station (früher Nashua) \| Nashua NH City Station (früher Nashua) \| \| \| 5,99 \| Blood NH \| Blood NH \| \| \| 8,80 \| South Merrimack NH \| South Merrimack NH \| \| \| 13,37 \| Amherst NH (früher Ponemah, Danforths Corners) \| Amherst NH (früher Ponemah, Danforths Corners) \| \| \| \| von Grasmere Junction \| \| \| \| 15,90 \| East Milford NH \| East Milford NH \| \| \| 17,72 \| Milford NH \| Milford NH \| \| \| \| nach Ayer \| \| \| \| 20,86 \| Richardson NH \| Richardson NH \| \| \| 23,58 \| Pine Valley NH \| Pine Valley NH \| \| \| \| Souhegan River \| \| \| \| 24,78 \| Wilton NH \| Wilton NH \| \| \| \| Souhegan River \| \| \| \| \| Souhegan River \| \| \| \| \| Anschluss Kiesgrube \| \| \| \| 30,90 \| South Lyndeboro NH \| South Lyndeboro NH \| \| \| 37,94 \| Russell NH \| Russell NH \| \| \| 41,90 \| Greenfield NH \| Greenfield NH \| \| \| \| nach Keene \| \| |                      |                                                |                                                |
| |                      |                                                |                                                |
| Strecke |                      | von Lowell                                     | von Lowell                                     |
| ehemaliger Bahnhof | 0,00                 | Nashua NH City Station (früher Nashua)         | Nashua NH City Station (früher Nashua)         |
| ehemaliger Haltepunkt / Haltestelle | 5,99                 | Blood NH                                       | Blood NH                                       |
| ehemaliger Bahnhof | 8,80                 | South Merrimack NH                             | South Merrimack NH                             |
| ehemaliger Bahnhof | 13,37                | Amherst NH (früher Ponemah, Danforths Corners) | Amherst NH (früher Ponemah, Danforths Corners) |
| Abzweig geradeaus und ehemals von rechts |                      | von Grasmere Junction                          | von Grasmere Junction                          |
| ehemaliger Haltepunkt / Haltestelle | 15,90                | East Milford NH                                | East Milford NH                                |
| Dienststation / Betriebs- oder Güterbahnhof | 17,72                | Milford NH                                     | Milford NH                                     |
| Abzweig geradeaus und ehemals nach links |                      | nach Ayer                                      | nach Ayer                                      |
| ehemaliger Haltepunkt / Haltestelle | 20,86                | Richardson NH                                  | Richardson NH                                  |
| ehemaliger Haltepunkt / Haltestelle | 23,58                | Pine Valley NH                                 | Pine Valley NH                                 |
| Brücke über Wasserlauf |                      | Souhegan River                                 | Souhegan River                                 |
| Dienststation / Betriebs- oder Güterbahnhof | 24,78                | Wilton NH                                      | Wilton NH                                      |
| Brücke über Wasserlauf |                      | Souhegan River                                 | Souhegan River                                 |
| Brücke über Wasserlauf |                      | Souhegan River                                 | Souhegan River                                 |
| Abzweig geradeaus und nach rechts |                      | Anschluss Kiesgrube                            | Anschluss Kiesgrube                            |
| ehemaliger Bahnhof | 30,90                | South Lyndeboro NH                             | South Lyndeboro NH                             |
| ehemaliger Haltepunkt / Haltestelle | 37,94                | Russell NH                                     | Russell NH                                     |
| Dienststation / Betriebs- oder Güterbahnhof | 41,90                | Greenfield NH                                  | Greenfield NH                                  |
| Strecke |                      | nach Keene                                     | nach Keene                                     |

Die Bahnstrecke Nashua–Greenfield ist eine Eisenbahnverbindung in New Hampshire (Vereinigte Staaten). Sie ist 42 Kilometer lang und verbindet die Städte Nashua, Milford, Wilton und Greenfield miteinander. Die Strecke gehört von Nashua bis Wilton den Pan Am Railways, den Rest betreibt die Milford-Bennington Railroad. Der Abschnitt von South Lyndeboro bis Greenfield ist jedoch ohne planmäßigen Verkehr.

## Geschichte
Die 1844 gegründete Wilton Railroad beabsichtigte, die Hauptstrecke Lowell–Nashua der Nashua and Lowell Railroad nach Westen zu verlängern. 1847 begannen die Bauarbeiten und die Strecke wurde am 1. November 1848 bis Danforths Corners (heute Amherst), im Laufe des Jahres 1850 bis Milford und am 10. Juni 1851 bis Wilton eröffnet. Hier stockte der Weiterbau zunächst. Mit Eröffnung der Strecke nach Wilton übernahm die Nashua&Lowell die Betriebsführung.

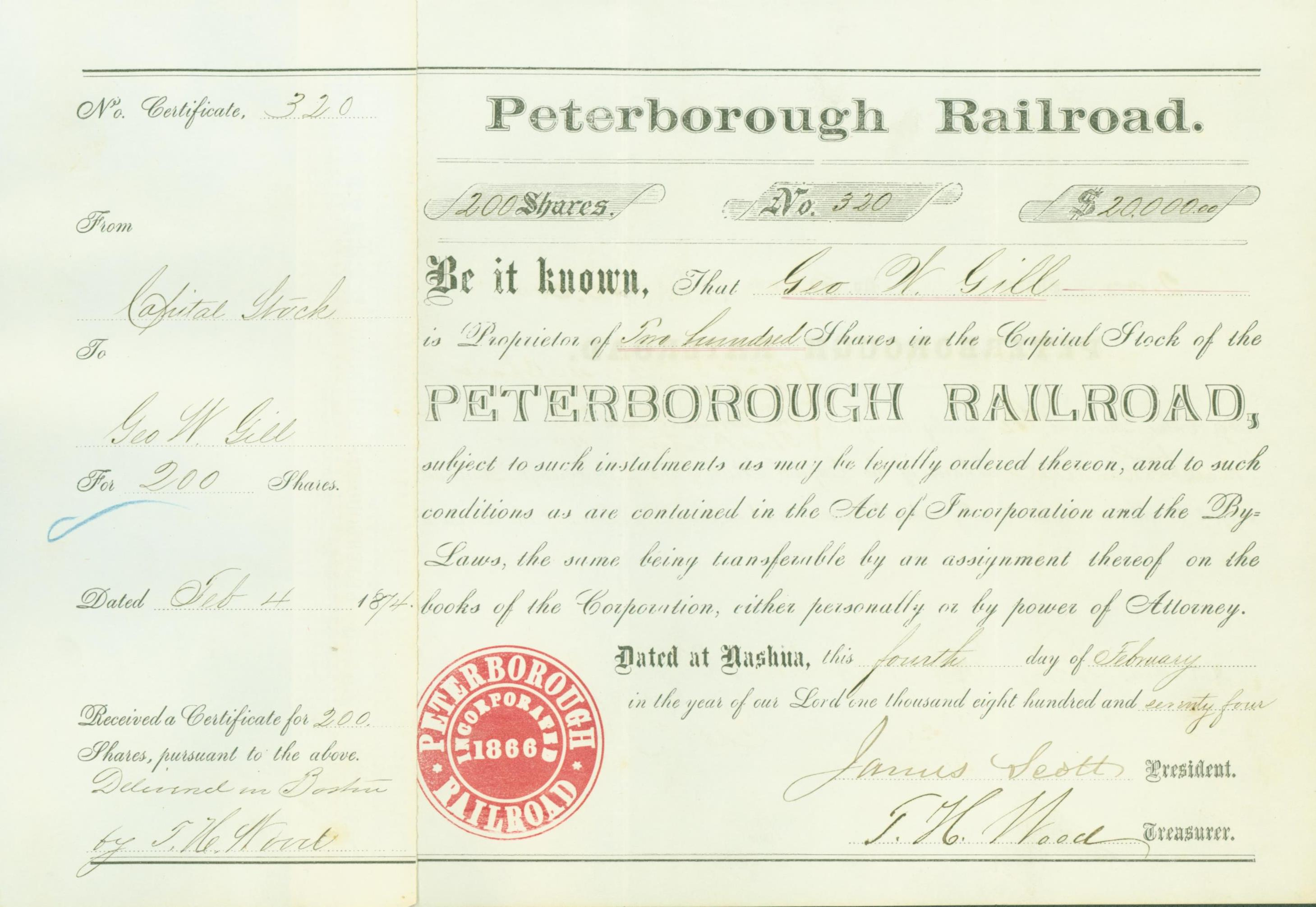
Aktienzertifikat der Peterborough Railroad vom 4. Februar 1874

Die 1866 gegründete Peterborough Railroad führte den Weiterbau bis Greenfield aus und wurde noch vor der Eröffnung zusammen mit der Strecke bis Wilton 1873 von der Nashua&Lowell gepachtet. Am 1. Januar 1874 ging die Verlängerung nach Greenfield in Betrieb. 1880 übernahm die Boston and Lowell Railroad die Betriebsführung, ab 1887 die Boston and Maine Railroad, die beide Streckenteile in den darauffolgenden Jahren kaufte.
Am 30. September 1935 wurde der Personenverkehr zunächst auf der Gesamtstrecke eingestellt, von 5. November 1936 bis etwa 1949 verkehrte jedoch zwischen Nashua und Wilton einmal täglich außer sonntags ein gemischter Zug. Noch bis 1956 betrieb die Boston&Maine einen Schienenersatzverkehr mit Bussen entlang der Strecke.
1983 übernahm die Guilford Transportation, ab 2006 unter dem Namen Pan Am Railways, den Betrieb und stellte kurz danach den Gesamtverkehr westlich der Kiesgrube in Lyndeboro ein. Sie beantragte die Stilllegung dieses Abschnitts, die jedoch abgelehnt wurde. Der Staat New Hampshire kaufte die Strecke von Wilton bis Greenfield und verpachtete sie 1992 an die Milford-Bennington Railroad, die Kies von der Kiesgrube bei Lyndeboro nach Milford transportiert. Zwischen Wilton und Milford hat diese Gesellschaft ein Mitbenutzungsrecht für die Pan-Am-Strecke. Zwischen der Kiesgrube und Greenfield ruht der Verkehr weiterhin.

## Streckenbeschreibung
Die Strecke stellt die westliche Fortsetzung der Bahnstrecke Lowell–Nashua dar und beginnt im Stadtbahnhof von Nashua. Sie führt zunächst relativ geradlinig in Richtung Nordwesten aus der Stadt hinaus, passiert den Flugplatz der Stadt und erreicht bei Milford den Souhegan River. Diesem folgt die Strecke westwärts bis Wilton, wo sie nordwestwärts entlang des Stony Brook weiterführt. An der Kiesgrube bei Lyndeboro und am Westufer des Zephyr Lakes vorbei erreicht die Trasse nach wenigen Kilometern den Endpunkt Greenfield, wo sie auf die aus Richtung Keene kommende Bahnstrecke trifft.